# Rivulus lungi
Rivulus lungi és un peix de la família dels rivúlids i de l'ordre dels ciprinodontiformes. Va ser descrit per Heinz Otto Berkenkamp el 1984. Poden arribar als 6,5 cm de longitud total.
Es troba a la Guaiana Francesa i Surinam a Sud-amèrica:.